# NGC 7439
NGC 7439 é uma galáxia lenticular (SB0) localizada na direcção da constelação de Pegasus. Possui uma declinação de +29° 13' 44" e uma ascensão recta de 22 horas, 58 minutos e 09,9 segundos.
A galáxia NGC 7439 foi descoberta em 9 de Setembro de 1863 por Albert Marth.